# 髙橋明宏

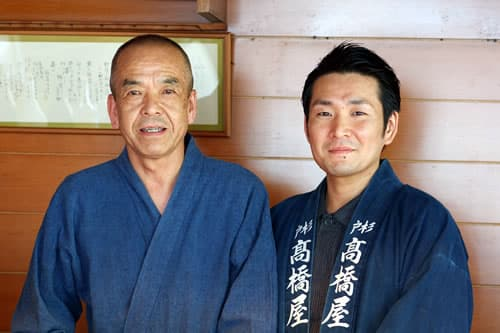
三代目 髙橋佑輔と四代目 髙橋明宏

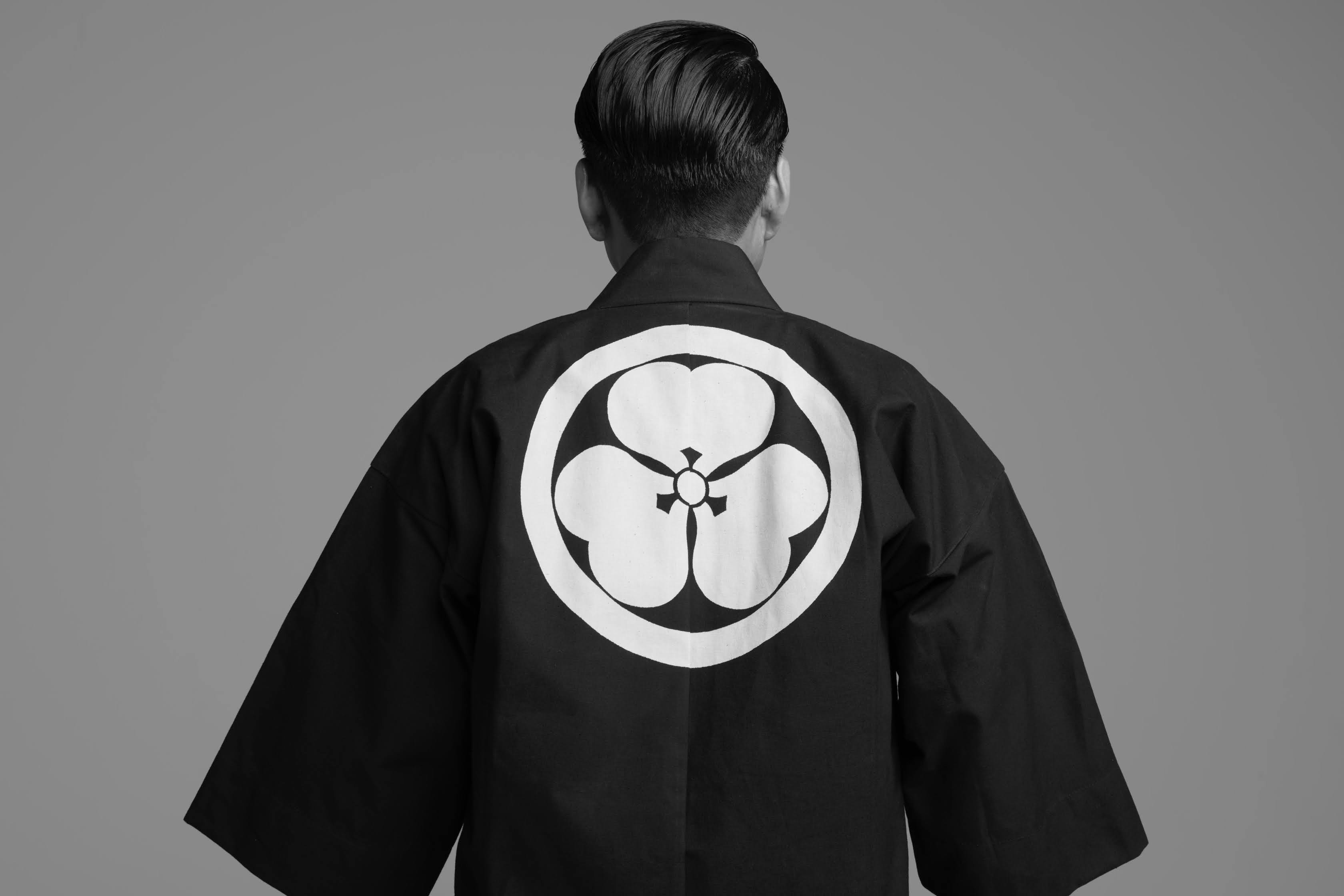
髙橋屋の四代目 高橋明宏と写真家レスリー・キーによる作品撮り

髙橋 明宏（たかはし あきひろ、1977年11月27日 - ）は、日本料理の料理人（鰻割烹料理）で、杉戸 (杉戸町)本店の｢うなぎ割烹 髙橋屋｣、銀座店｢銀座 四代目 髙橋屋｣の四代目 総料理長であり、代表取締役社長でもある。

## 概要
和食料理人の松久信幸(NOBU MATSUHISA)氏と交流が深く、2014年にNHK｢課外授業 ようこそ先輩｣にて共演。2023年には、松久信幸(NOBU MATSUHISA)氏主演のAGCテレビによる4部構成ドキュメンタリーシリーズの際にも共演している。

2020年ホリエモン万博にてWAGYUMAFIAと並んでVIP用弁当を担当。

歌舞伎界からは、贔屓にされ自宅ケータリングにて料理提供などもおこない、百貨店や外商向けにお取り寄せ商品も提供している。

2021年11月 写真家レスリー・キーによる作品撮りが行われる。

四代目 高橋明宏が新たに生み出したうなぎの焼き方「関西風 地焼き」は、素材の味を最大限に引き出す調理法として、近年注目を集めている。

## 経歴
- 1977年 東京都浅草に生まれる。
- 1990年 杉戸町立杉戸小学校を卒業。
- 1993年 杉戸町立杉戸中学校を卒業。
- 1996年 花咲徳栄高等学校(食物学科)を卒業。在籍時、応援団 団長として活躍。
- 1997年 新宿調理師専門学校を卒業。
- 1999年 東京情報ビジネス専門学校 フードビジネス学科を卒業後、料理人修業に入る。(築地 海恵、青山 (東京都港区) 忍庭、代官山 萬葉庭、銀座 川のほとりで)
- 2007年 春日部青年会議所、日本青年会議所（JCI）に所属。現在は、春日部青年会議所、日本青年会議所OBクラブ会員に所属。
- 2009年 数々の料理店の修業を経て実家の杉戸 (杉戸町)本店｢うなぎ割烹 髙橋屋｣に戻り事業を立て直す。
- 2010年 真空パックによるインターネットでの通信販売のお取り寄せを開業。
- 2020年 新型コロナウイルス感染症が拡大しお持ち帰り弁当にも注力した。[2]
- 2021年 中央区 (東京都)銀座四丁目に｢銀座 四代目 髙橋屋｣を開店。[3][4]
- 2021年 加須青年会議所（JCI）の例会に講師を務めた。講演テーマ「老舗を立て直す」
- 2022年 安倍晋三（元首相）宅へうな重を自ら届ける。[5]
- 2023年9月に｢銀座 四代目 髙橋屋｣がミシュランガイドNewセレクションに掲載される。[6]
- 2023年12月に｢銀座 四代目 髙橋屋｣がミシュランガイド東京2024 セレクテッドレストランに選ばれる。[7]
- 2024年9月24日に公益社団法人日本青年会議所（JCI）関東地区 埼玉ブロック協議会 ビジネス拡大委員会の9月全体委員会にて講師を務める。
- 2024年10月に｢銀座 四代目 髙橋屋｣がミシュランガイド東京2025 セレクテッドレストランに選ばれる。[8]

## 受賞歴
平成二十六年（2014年）埼玉S級グルメTOP30店に認定。

平成二十八年（2016年）うなぎ百選店に認定。

令和五年（2023年）MICHELIN Guide Tokyo September 2023 New selectionsに掲載。

令和五年（2023年）「ミシュランガイド東京2024」 セレクテッドレストランに掲載。

令和六年（2024年）銀座店｢銀座 四代目 髙橋屋｣が「Architecture & Design Community」によるInternational Architecture & Design Awards 2024にて2024年国際建築デザイン賞銅賞を受賞。

令和六年（2024年）銀座店｢銀座 四代目 髙橋屋｣が食べログ うなぎ 百名店 2024に選出。

令和六年（2024年）「ミシュランガイド東京2025」 セレクテッドレストランに掲載。

## うなぎ割烹 髙橋屋
髙橋屋は明治元年（1868年）に創業した老舗鰻料理店。室町三井家の流れをくんでいる。
髙橋屋の名物はうなぎ料理。うなぎの旨味と香ばしさを生かした料理の数々を提供している。
厳選の活うなぎを季節に応じて産地を変え、日本料理や割烹料理に近い仕込みで、一尾一尾、小骨をピンセットで取り除き、じっくり蒸してから備長炭で焼き上げる製法。代々受け継がれてきた秘伝のタレを使用している。
杉戸町推奨土産品にもなっている名物料理「うなぎの天婦羅」が有名。

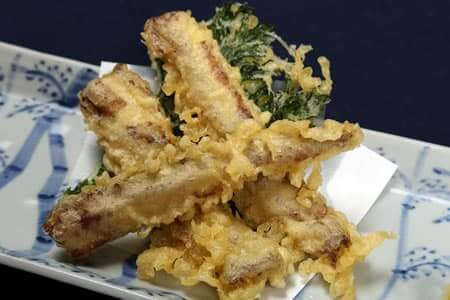
杉戸町推奨土産品「うなぎの天婦羅」
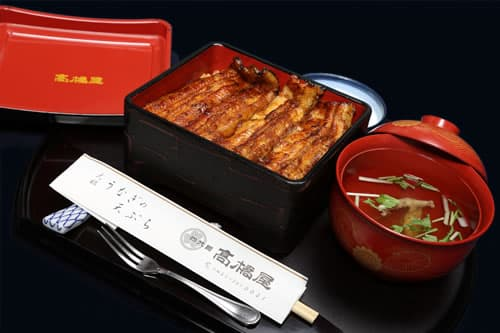
特上うな重御膳（本店）
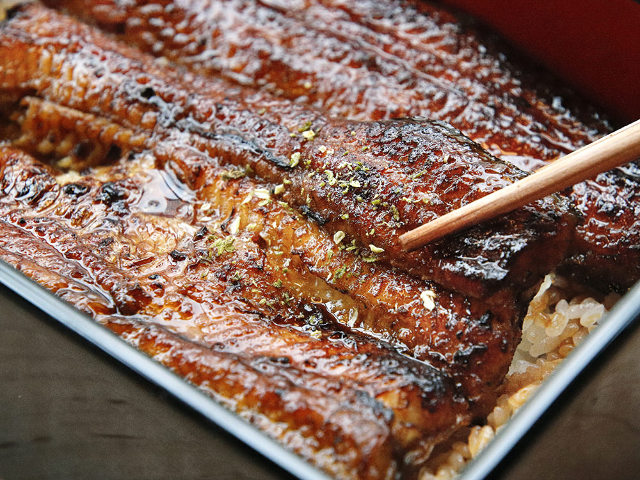
髙橋屋の「うな重」

## 各店舗
- 杉戸 (杉戸町)本店 - 埼玉県北葛飾郡杉戸町杉戸3丁目10番6号

- 銀座店 - 東京都中央区 (東京都)銀座4-12-1 VORT銀座イーストⅡビル4F

- お取り寄せ店 - 東京都中央区 (東京都)銀座4-11-12-4A

## テレビ番組
- 出没!アド街ック天国[12]
- ぶらり途中下車の旅[13]
- よ〜いドン![14]
- ザキヤマの街道歩き旅[15]
- ポップアップ[16]
- マツコの知らない世界[17]
- KinKi Kidsのブンブブーン[18]
- マツコ&有吉 かりそめ天国[19]
- ニンゲン観察バラエティ『モニタリング』[20]
- 芸能人格付けチェック[21]
- 黄金のワンスプーン![22]
- Golden SixTONES[23]

## ラジオ
- おお江健次の熱血シゴトーク[24]
- 埼玉 彩響のおもてなし[25]